# Бианцоне
Бианцо̀не (на италиански: Bianzone, на западноломбардски: Bianzùn, Бианцун) е село и община в Северна Италия, провинция Сондрио, регион Ломбардия. Разположено е на 444 m надморска височина. Населението на общината е 1278 души (към 2010 г.).